# Retrato de Don Miguel de Castro, emisario del Congo

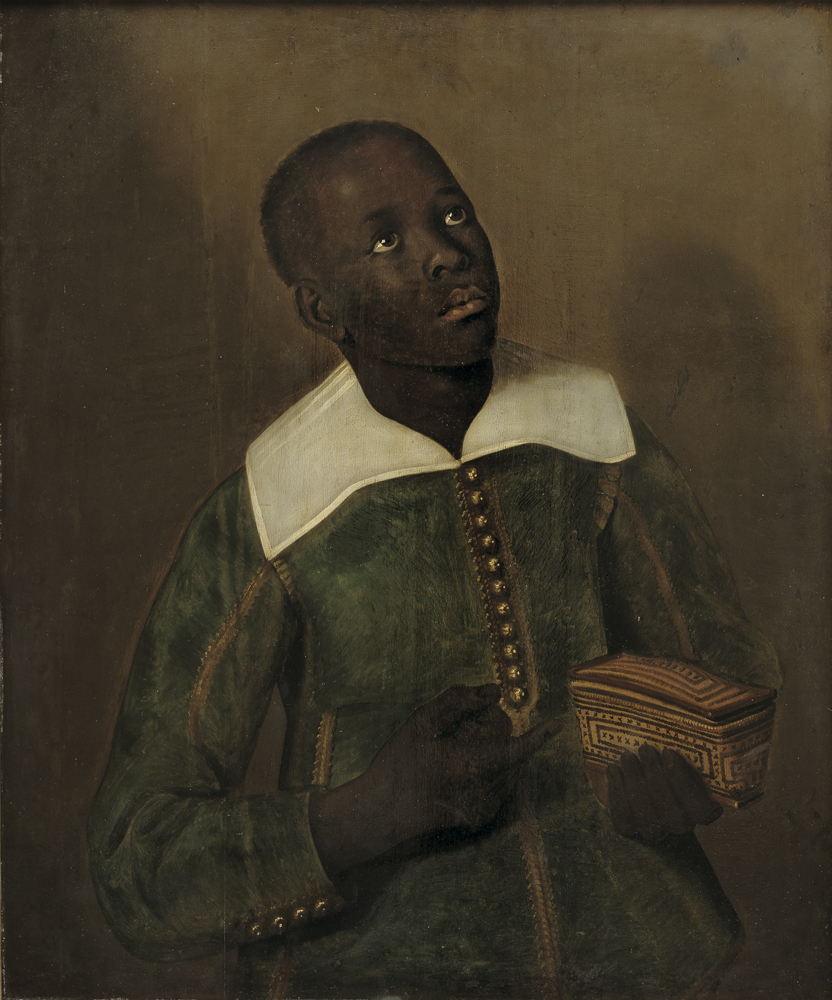
Diogo Bemba, un sirviente de Don Miguel de Castro.

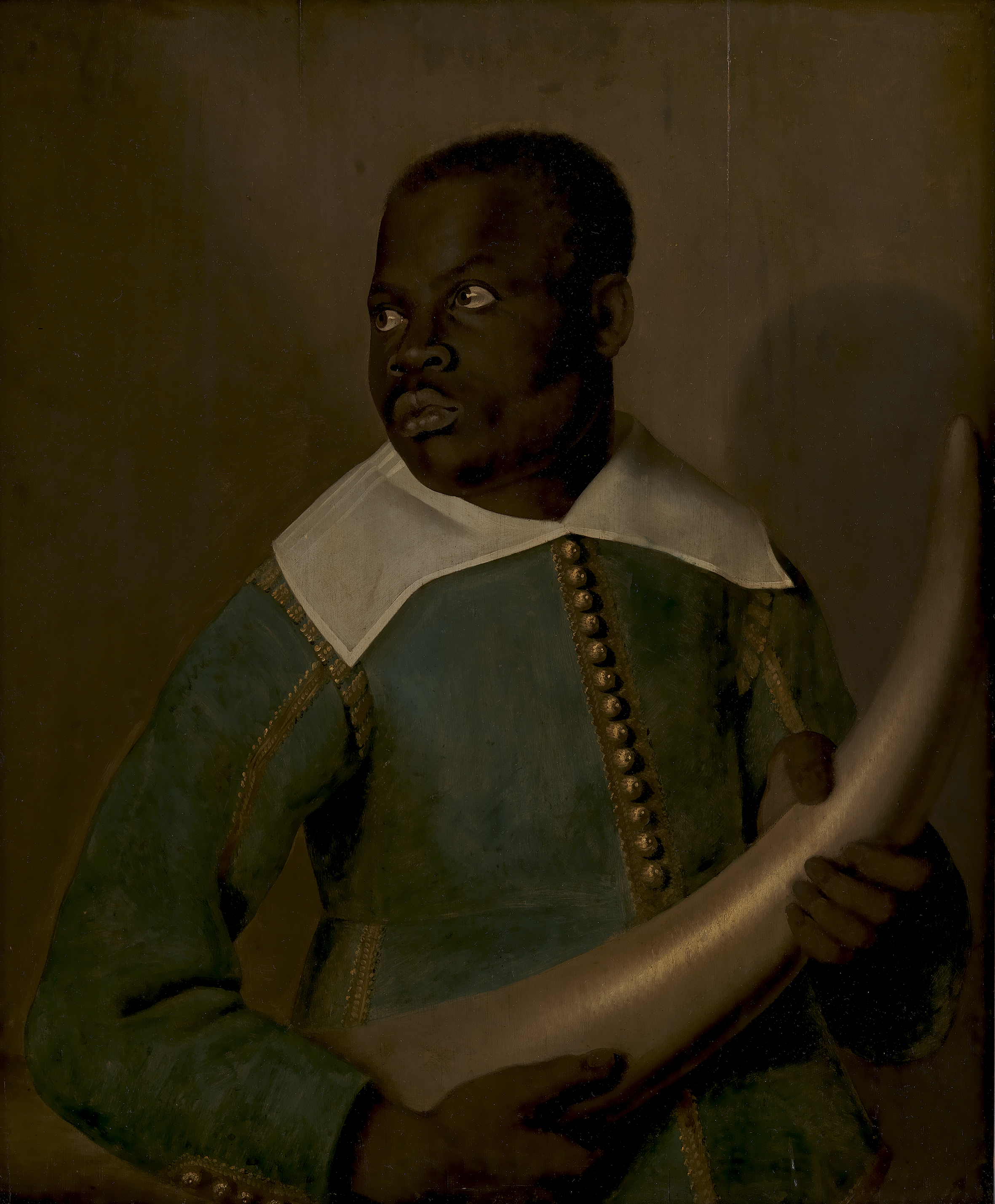
Pedro Sunda, un sirviente de Don Miguel de Castro.

Retrato de Don Miguel de Castro, emisario del Congo es una pintura de 1643 del pintor del Siglo de oro neerlandés Jasper o Jeronimus Becx. Anteriormente se atribuyó a Albert Eckhout.

## Descripción
El cuadro es un retrato de Don Miguel de Castro, primo del conde de Sonho, que fue enviado como emisario a la Provincias Unidas de los Países Bajos para solicitar la mediación del estadista neerlandés en un conflicto que el conde mantenía con el rey Garcia II del Congo.  La Compañía Neerlandesa de las Indias Occidentales había conquistado Loango-Angola en 1641 a los portugueses y había contado en gran medida con la ayuda del conde de Sonho.
Don Miguel de Castro viajó con algunos criados a la Países Bajos a través del Brasil neerlandés, donde habían sido recibidos por el gobernador Juan Mauricio, príncipe de Nassau-Siegen. El 19 de junio de 1643, Don Miguel de Castro llegó a Flesinga, donde fue recibido por tres directores de la cámara zelandesa de la Compañía Neerlandesa de las Indias Occidentales, quienes le proporcionaron alojamiento en Midelburgo. Finalmente, el 2 de julio de 1643 se embarcó en un velero rumbo a La Haya, donde tuvo una audiencia con el gobernador Federico Enrique, príncipe de Orange.
Durante su estancia de dos semanas en Midelburgo, los directores encargaron seis cuadros a Jasper o Jeronimus Becx, que comprendían dos retratos de Don Miguel de Castro, un retrato de cada uno de sus dos criados, un cuadro «con ropas portuguesas» y un cuadro de cuerpo entero con «ropas congoleñas». Don Miguel de Castro solicitó llevarse uno de sus retratos a África. Los cuadros se pagaron en mayo de 1645.
Después de que Juan Mauricio renunciara a su gobernación de Brasil a principios de 1644, visitó Midelburgo en octubre de 1644 para arreglar sus asuntos con la cámara zelandesa de la Compañía Neerlandesa de las Indias Occidentales. En esta ocasión, se le entregó el retrato de don Miguel de Castro y el de dos de sus sirvientes.

## Atribución
Juan Mauricio donó los tres retratos, junto con 20 pinturas brasileñas de Albert Eckhout, al rey Federico III de Dinamarca, razón por la cual los retratos acabaron en la colección de la Galería Nacional de Dinamarca. Como los retratos fueron donados junto con las pinturas brasileñas de Eckhout, los tres retratos también se le han atribuido erróneamente. Las pruebas documentales sugieren claramente que los cuadros fueron pintados durante la estancia de don Miguel de Castro en Midelburgo. Además, el hecho de que los cuadros se pintaran sobre madera de roble, que en aquella época no se conseguía fácilmente en Brasil, sugiere claramente que los retratos se pintaron en Europa.
Todavía no está claro si Jasper o su hermano Jeronimus Becx pintaron los retratos. Ambos trabajaron y vivieron en Midelburgo en 1643.

## Influencia
El fotógrafo senegalés Omar Victor Diop realizó un autorretrato en referencia al retrato de don Miguel de Castro para su exposición Diáspora de 2015.  En 2008 se presentó en Ámsterdam la obra Retrato de un hombre negro con una espada, que hasta entonces había estado asociada a este retrato. Desde entonces se ha demostrado que fue obra de otra mano, pero data del mismo período.